# Население Канарских островов
В переписи 2005 года на Канарских островах зарегистрировано 1 968 280 жителей, из них 1 011 928 в провинции Лас-Пальмас, и 956 352 в провинции Санта-Крус-де-Тенерифе.
Плотность населения составляет 219 человек/км². Более 80 % населения проживает на двух крупнейших островах — Гран-Канария и Тенерифе.
Существует история эмиграции из островов в другие города и страны, такие как Куба и Венесуэла. В последние годы, благодаря членству Испании в ЕС, на Канарских островах население увеличилось как за счёт вернувшихся эмигрантов и прибывших новичков.
Крупнейшим городом по численности населения является Лас-Пальмас-де-Гран-Канария с 378 628 жителями, затем город Санта-Крус-де-Тенерифе с 221 567 жителями, Сан-Кристобаль-де-ла-Лагуна с 141 267 и Тельде с 96 547 жителями.

## Численность населения по островам
- Тенерифе — 838 877
- Гран-Канария — 802 247
- Лансароте — 123 039
- Фуэртевентура — 86 642
- Пальма — 85 252
- Гомера — 21 746
- Иерро — 10 477
- Грасьоса — 637